# Boulevard Ferdinand-de-Candau
Le boulevard Ferdinand-de-Candau est une voie de circulation de la commune de Mont-de-Marsan, dans le département français des Landes.

## Présentation
Cette artère, longue de 349 mètres et large de 20 m, est ainsi nommée en hommage à Ferdinand de Candau, maire de Mont-de-Marsan de 1896 à 1901. Elle accueille la cavalcade et la course à la barrique des fêtes du quartier de Saint-Jean-d'Août célébrées chaque année aux alentours du 29 août.

### Situation et accès
Le boulevard Ferdinand-de-Candau est situé sur la rive droite de la Douze, dans le quartier de Saint-Jean-d'Août. Il relie le pont des Droits-de-l'Homme au carrefour dit de l'église de Saint-Jean-d'Août qu'il forme avec l'avenue Henri-Farbos, le boulevard d'Haussez et la rue Saint-Jean-d'Août, après avoir traversé la place Raymond-Poincaré. Il croise le quai Silguy de l'ancien port de Mont-de-Marsan, la rue Fontainebleau, le chemin Bos et le chemin de Thore.

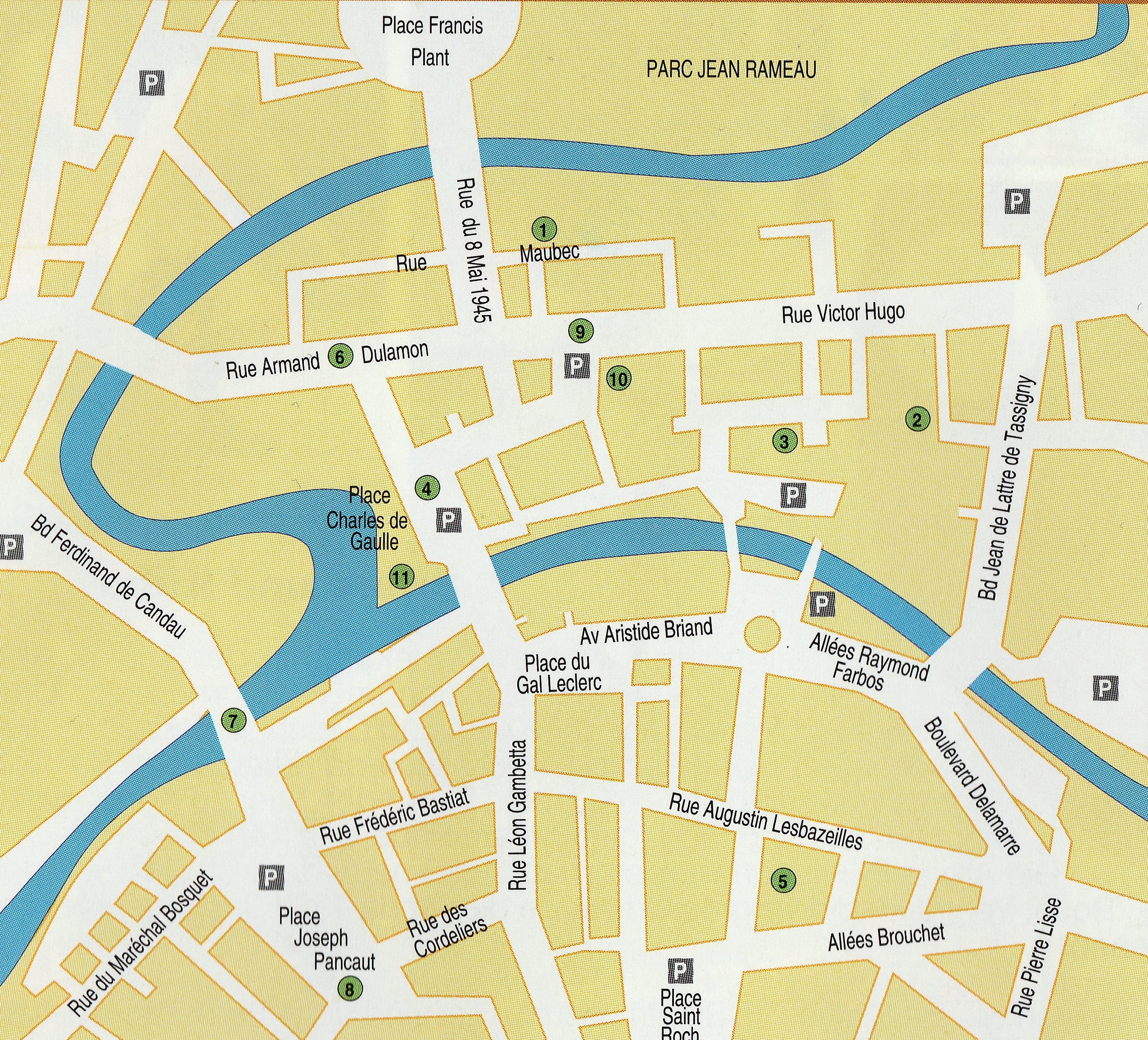
Situation du boulevard Ferdinand-de-Candau

### Nom
Le boulevard reçoit successivement les dénominations officielles attribuées par le conseil municipal suivantes : boulevard du Commerce (1884), boulevard de Saint-Jean-d'Août (1899) et boulevard Ferdinand-de-Candau depuis le 20 octobre 1902.

### Historique
Le boulevard est percé en 1818 entre le chemin de halage du port et la « Caperotte », nom de l'ancienne église de Saint-Jean-d'Août. Le 10 mai 1831, le côté sud du boulevard devient sur toute sa longueur la nouvelle limite entre les communes de Saint-Jean-d'Août au sud, et de Mont-de-Marsan au nord, jusqu'à l'annexion de Saint-Jean-d'Août en 1866 par Mont-de-Marsan.
Le 6 octobre 1913, le cortège conduisant Raymond Poincaré emprunte la rue lors des fêtes présidentielles.
En 1922 est créé le service de La Goutte de lait, association dispensant gratuitement des consultations de nourrissons et une éducation maternelle en puériculture et hygiène, dans la maison située au n°13 du boulevard. Cette dernière est gracieusement mise à la disposition du dispensaire départemental par Madame Bibos, sa propriétaire. La première consultation a lieu le 22 novembre 1922 par le docteur d'Uzer et l'inauguration par M Abel Maisonobe, préfet des Landes, a lieu le 21 févier 1923, .

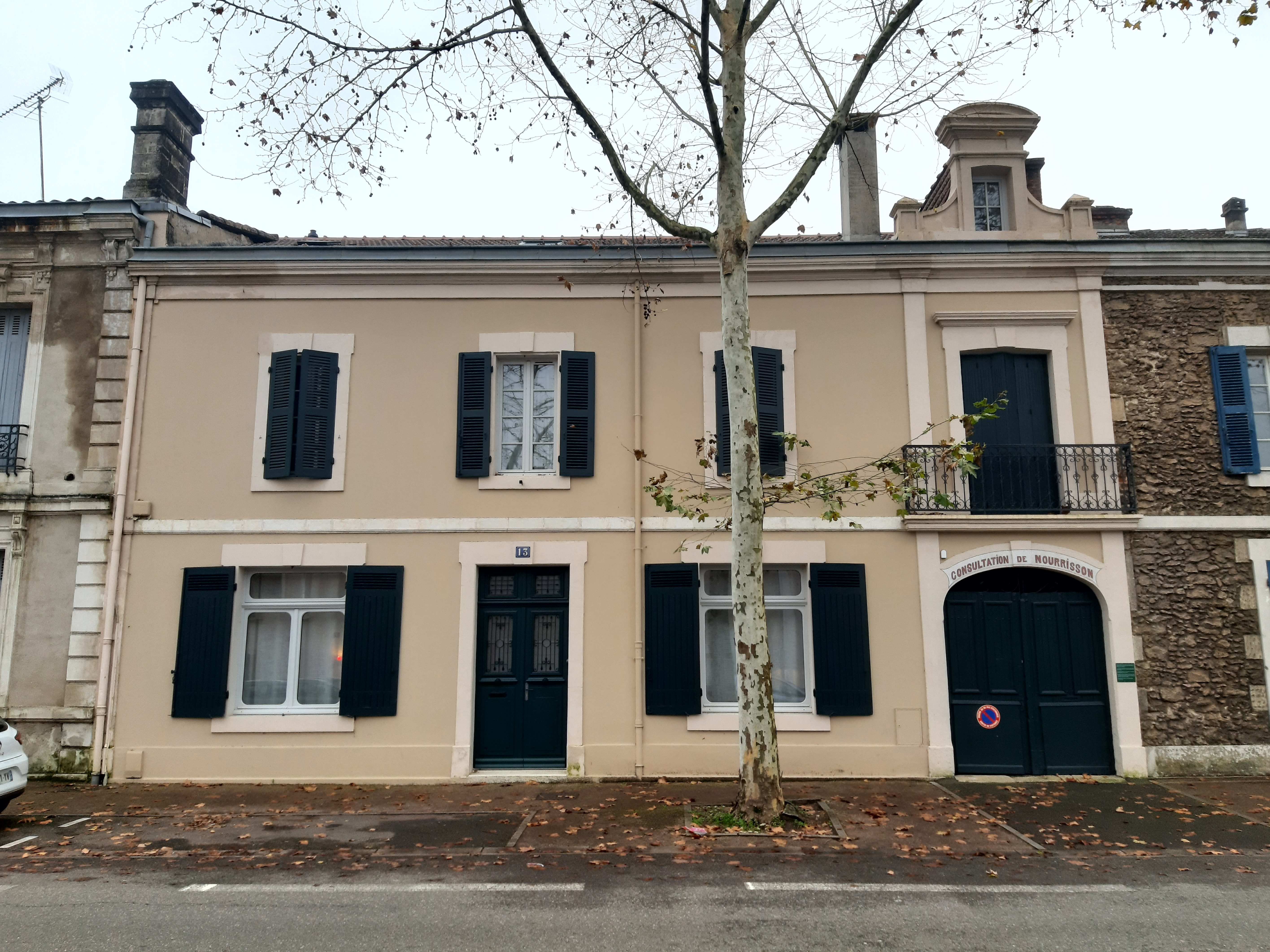
Ancien dispensaire pour nourrissons
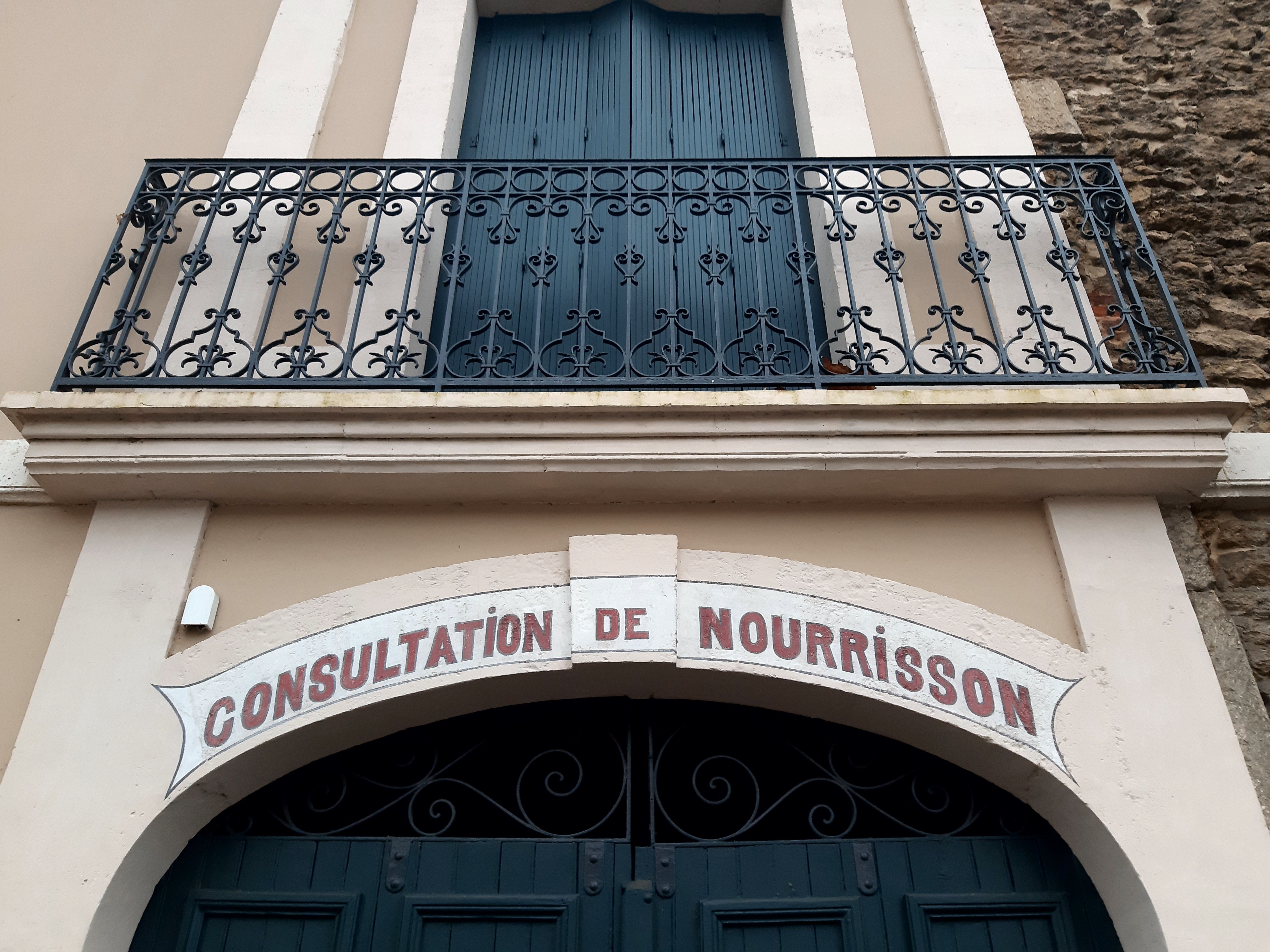
Enseigne du dispensaire

## Bâtiments remarquables et lieux de mémoire
Ferdinand de Candau fait construire et habite l'immeuble au n°1 du boulevard qui porte son nom, à l'angle du quai Silguy.
Au n°2 de ce boulevard Ferdinand-de-Candau se situent la villa Mirasol et la rotonde de la Vignotte, inscrite aux monuments historiques par arrêté du 4 novembre 1986.
La maison des Associations est située aux n° 22-24 du boulevard depuis 1984.
Photo ancienne

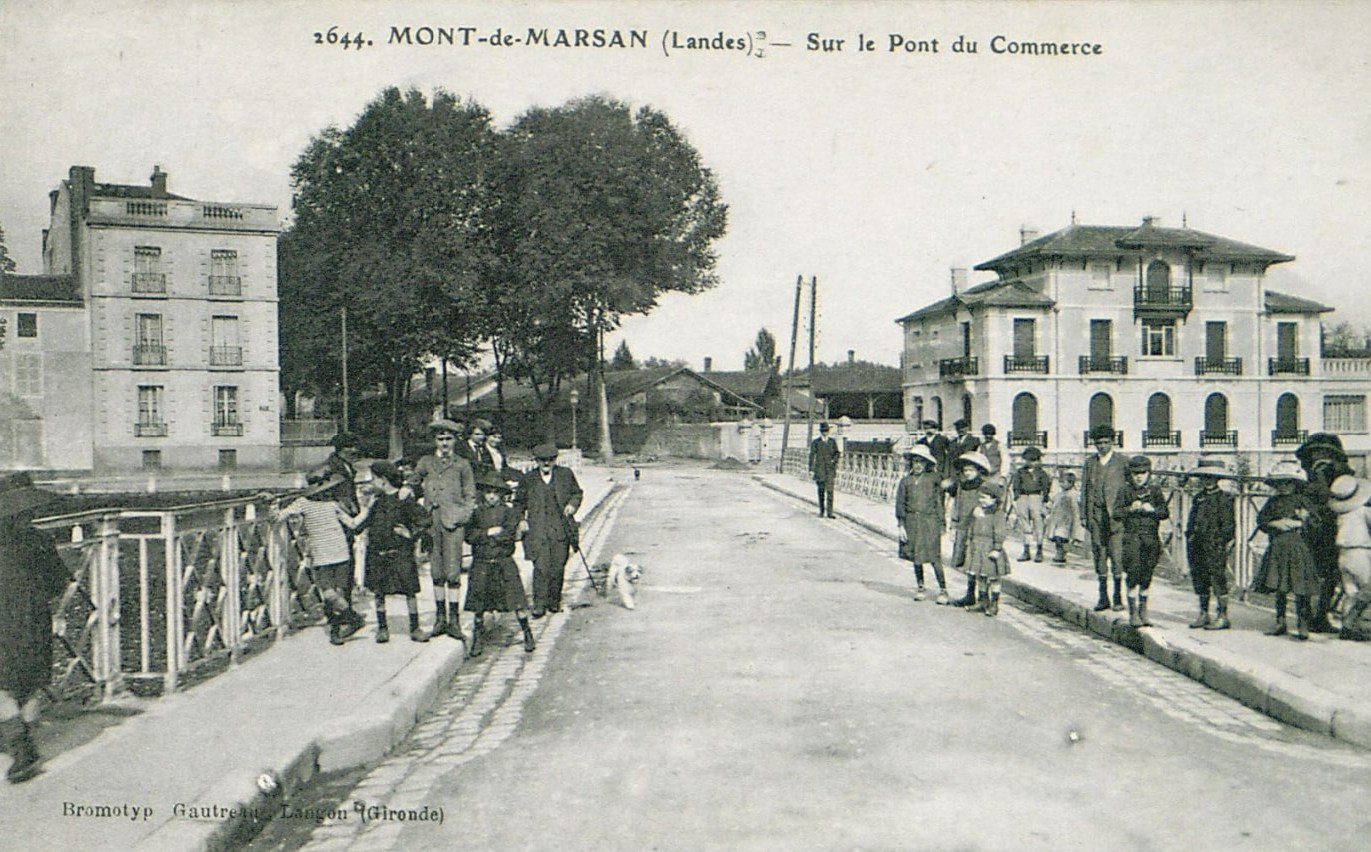
Début du boulevard après le pont du Commerce

Photos actuelles

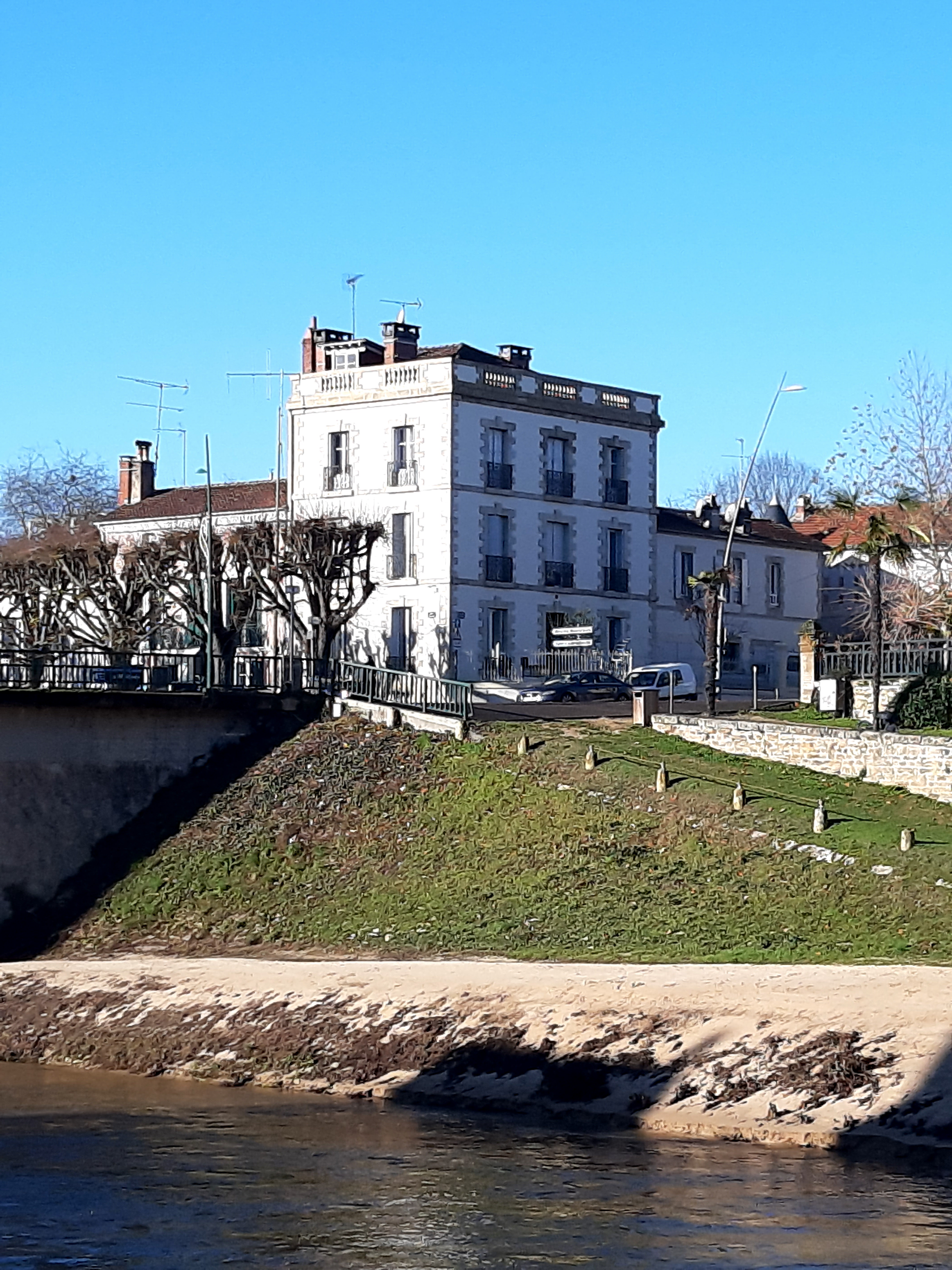
Maison située au n°1 Ferdinand-de-Candau, à l'angle du quai Silguy. Lieu de résidence de Claude Lévy-Strauss pendant son séjour à Mont-de-Marsan.
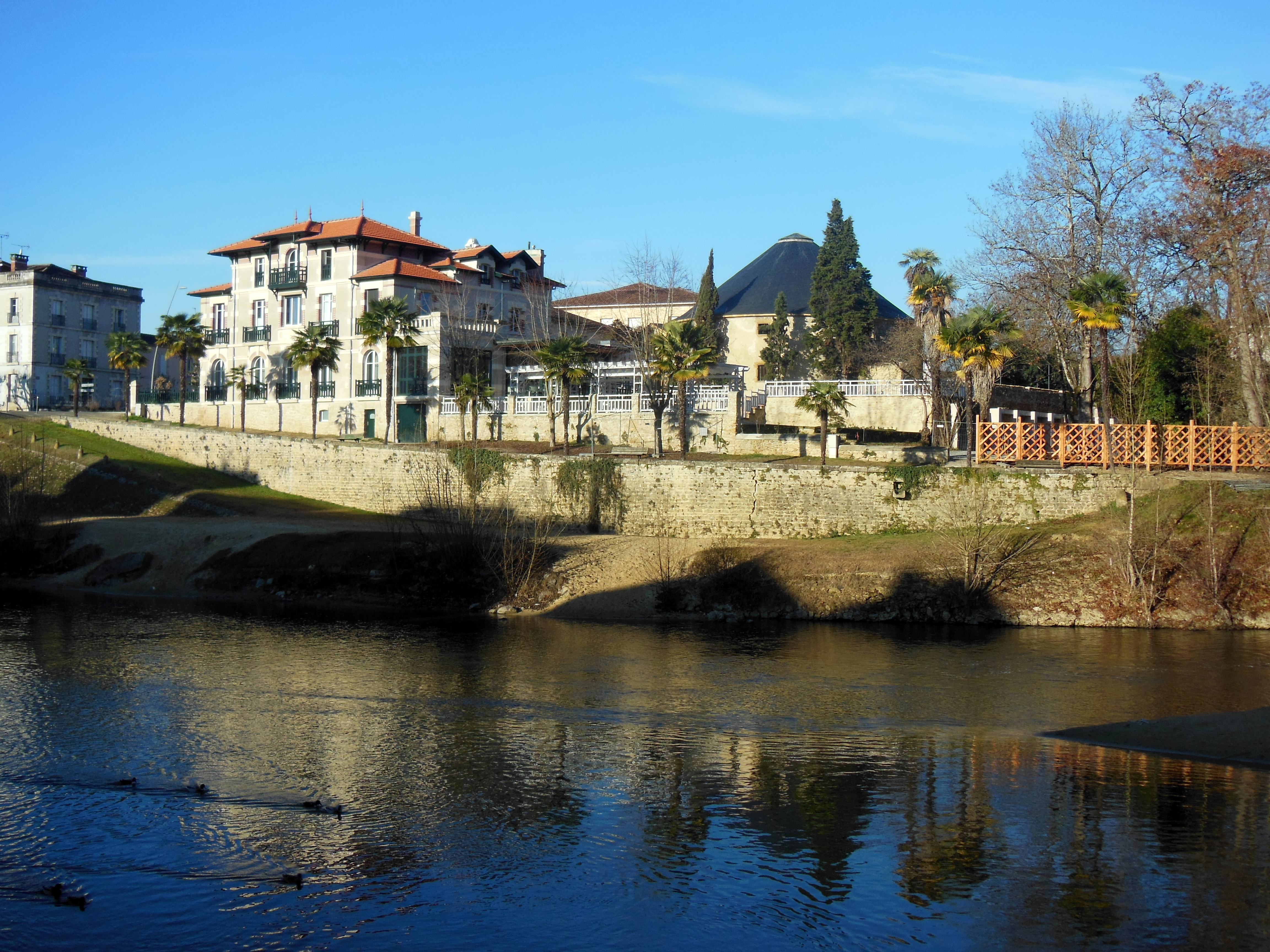
Villa Mirasol et rotonde de la Vignotte, situées au n°2
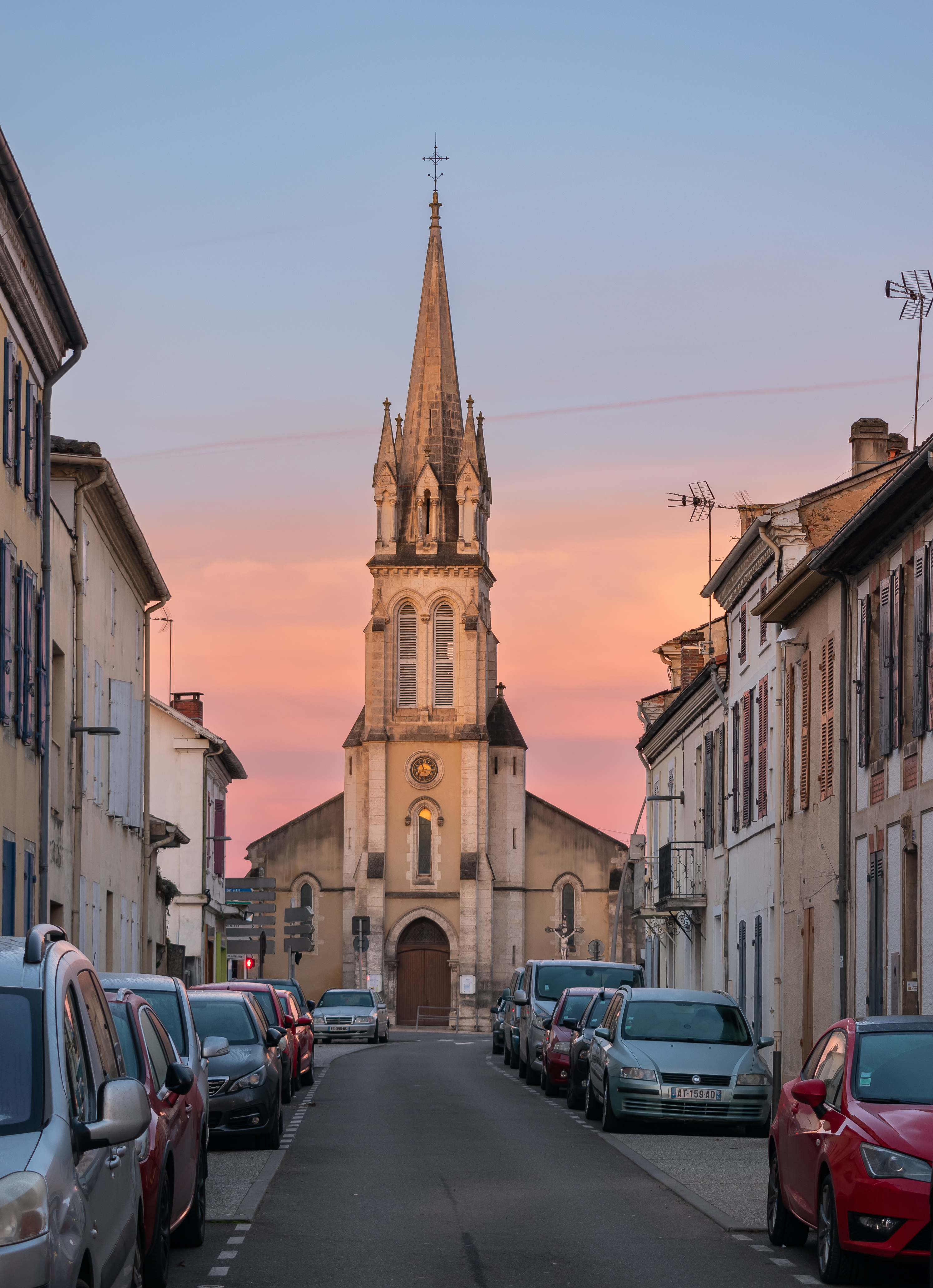
Église de Saint-Jean-d'Août, située au n°33